# Volkswagen Golf III
Volkswagen Golf III (type 1H) var en lille mellemklassebil fra bilfabrikanten Volkswagen bygget mellem efteråret 1991 og slutningen af 1997. Modellen var tredje generation af Golf-serien og blev bygget i totalt 4.805.900 eksemplarer.
Golf III blev valgt til Årets Bil i Europa 1992.

## Historie

### Generelt
Golf III afløste efter otte produktionsår forgængeren Golf II, hvis konstruktion Golf III i store træk var baseret på, f.eks. motorblokke, elnet og udstyrsvarianter. Også længde, bredde og akselafstand var næsten identisk med forgængeren. Dog var karrosseriet i forhold til forgængeren noget rundere, og bilen betydeligt tungere. Linjeføringen stammede fra Gert Volker Hildebrand, og bilen blev væsentligt tungere.
De væsentligste fremskridt i forhold til forgængeren lå hovedsageligt i den passive sikkerhed med forstærkede kollisionszoner og døre. Med Golf III kunne Golf for første gang fås med airbags. Derudover blev der benyttet flere genanvendelige materialer samt præfabrikerede modulgrupper for at gøre montagearbejdet mindre tidskrævende. Motorprogrammet blev udvidet med de effektstærke og sparsommelige TDI-dieselmotorer og VR6-benzinmotorerne, med hvilke Golf III blev verdens første lille mellemklassebil, som kunne fås med sekscylindret motor. Også en lille serie med eldrift blev bygget under navnet Golf CityStromer, specielt til energileverandører.
Ud over forgængerens karrosserivarianter, den tre- og femdørs hatchback, kunne Golf (III) fra sommeren 1993 for første gang også fås som stationcar under betegnelsen Variant. Desuden kom Golf III til at danne basis for den fra efteråret 1993 tilgængelige anden generation af Golf Cabriolet, som hidtil havde været baseret på Golf I. Også en firedørs sedan var igen på programmet, denne hed i Nordamerika fortsat Volkswagen Jetta, mens den i Europa nu hed Volkswagen Vento. I løbet af modellens byggetid blev der solgt flere tidsbegrænsede specialudgaver.
Golf III videreførte Golf-seriens succeshistorie. Designet af fronten med mandelformede forlygter er også i dag et af de væsentligste kendetegn for denne generation. Modellen markerede også overgangen fra et spartansk til et gennemgående øget udstyrsniveau i den lille mellemklasse. Til modelseriens kritikpunkter hørte ringe forarbejdning (den såkaldte "Lopez-effekt") samt en punktuel tilbøjelighed til korrosion, især i de første årgange og specielt i forhold til forgængeren.
Hatchbackudgaven af Golf III blev i slutningen af 1997 og dermed efter relativt kort byggetid afløst af efterfølgeren Golf IV; visse eksemplarer blev dog først solgt og indregistreret i starten af 1998. Stationcarudgaven Variant blev fortsat produceret frem til foråret 1999, mens Golf Cabriolet blev faceliftet i foråret 1998 og optisk tilpasset Golf IV. Produktionen af Golf Cabriolet sluttede først i midten af 2002.

### Tidslinje
1991
- November:[4] Introduktion af Golf III Limousine med motorerne:
  - 1,4 44 kW (60 hk) (i Østrig 40 kW (55 hk))
  - 1,8 55 kW (75 hk) hhv. 66 kW (90 hk)
  - 2,0 GTI 85 kW (115 hk)
  - 2,8 VR6 128 kW (174 hk)
  - 1,9 D 47 kW (64 hk)
  - 1,9 TD 55 kW (75 hk) med oxidationskatalysator

På alle modeller fra 64 hk og opefter var servostyring standard.
Golf III fandtes i udstyrsvarianterne CL (Comfort Luxus), GL (Gehobener Luxus = øget luksus), GT (Gran Turismo), GT Special, GTI og VR6. Turbodieselmotoren med 75 hk blev med GT-udstyr markedsført som GTD (dog ikke de senere lancerede TDI-motorer).
CL var basismodellen og kunne kendes på ulakerede, sorte kofangere og spejlhuse. GL var den komfortorienterede version med veloursæder (delt fremklappeligt bagsæde), el-justerbare og -opvarmelige sidespejle, centrallåsesystem og partielt i bilens farve lakerede kofangere. GT havde som standard 14"-undervogn (CL og GL under 90 hk i starten kun 13") med strammere dæmpning, dobbelte forlygter a la GTI, sportssæder foran, omdrejningstæller og kørecomputer, af Volkswagen benævnt Multifunktionsanlæg (MFA). Udefra kunne GT kendes på hækspoileren. GT Special havde desuden lakerede kofangere, hvide blinklys fortil og afmørkede baglygter. GTI og VR6 var baseret på GT Special og havde ligesom GL udvendige dele i bilens farve samt 15" alufælge, læderrat, el-ruder, bredere forskærme og meget andet som standardudstyr. På samtlige versioner blev standardudstyret i løbet af modellens byggeperiode i flere detaljer udvidet.
GTI, GTI 16V (tilgængelig fra 1993) og VR6 havde som standard modificeret servostyring med 15 mm sænket karrosseri (Plus-undervogn) med modificerede stabilisatorer, tværled og drivaksler. Dette kunne kendes på de femegede hjul og baghjulenes skivebremser. Som den eneste dieselversion havde specialmodellen GTI TDI med 110 hk Plus-undervogn, mens GTI 16V (2,0 med 110 kW (150 hk)) og VR6 som standard havde ABS-bremser og EDS-system (antiblokeringssystem med elektronisk differentialespærre op til 30 km/t), som til GTI 8V kunne tilvælges mod merpris.
1992
- Specialmodel Europe.
- Fører- og passagerairbag nu tilgængelig fra fabrikken som ekstraudstyr; biler uden fabriksmonterede airbags kunne på værkstederne eftermonteres med førerairbag.
- Omfangsrig tilbagekaldelsesaktion (bl.a. airbags).
- Sedanversion Vento.
- Yderligere motorer:
  - 1,6 55 kW (75 hk), afløste 1,8 med samme effekt i Limousine med manuel gearkasse fra slutningen af 1992 (fortsat tilgængelig med automatgear samt i Cabriolet, Variant og Vento).
  - 2,0 GTI 16V 110 kW (150 hk).

1993
- Juli: Stationcarversion Golf Variant.
- September: Ny cabriolet.
- Yderligere motorer:
  - 1,8 66 kW (90 hk) nu også tilgængelig med firehjulstræk kaldet Syncro.
  - 2,8 VR6 128 kW (174 hk) nu også tilgængelig med automatgear.
  - 1,9 TDI 66 kW (90 hk) med direkte indsprøjtning.

1994
- Specialmodeller:
  - Pink Floyd
  - Savoy
  - Highline
  - GTI Edition
  - New Orleans
- Version Ecomatic med hvirvelkammerdiesel 47 kW (64 hk) og start/stop-system.
- Yderligere motorer til modelår 1995:
  - VR6 med opboret 2,9-litersmotor, udelukkende som Syncro (= firehjulstræk) med 140 kW (190 hk).
  - Ny 1,6-liters benzinmotor med 74 kW (100 hk).
- Tekniske nyheder til modelår 1995:
  - Elektronisk startspærre nu standardudstyr.
  - På dieselmotorerne med 47 kW (64 hk) og 55 kW (75 hk) bortfalder fra oktober det mekaniske koldstartstræk ved førerpladsen.[5]

1995
- Yderligere specialmodeller til Tyskland:
  - CL Extra
  - Avenue
  - VR6 Edition
  - Rolling Stones
  - Colour Concept i farverne rød, gul, blå, grøn eller sort med Recaro-læderudstyr i sort eller tilsvarende bilfarve
  - Movie
- Tekniske nyheder til modelår 1996:
  - Mindre facelift med komplet i bilens farve lakerede kofangere og afrundede sideblinklys i forskærmene.
  - Dobbelt airbag nu standardudstyr.
  - Handskerum med klap nu også i forbindelse med passagerairbag.
- Nye hhv. modificerede motorer til modelår 1996:
  - "Citystromer"-elbilversion med 17,6 kW-elektromotor.
  - Ny 1,9 SDI-dieselmotor med direkte indsprøjtning og 47 kW (64 hk).
  - 1,4 44 kW (60 hk) og 1,6 55 kW (75 hk) nu med multipoint- i stedet for monopoint-indsprøjtning.

1996
- Yderligere specialmodeller:
  - Bon Jovi
  - 20 Jahre GTI
- Nyt ABS-system uden bremsekraftregulator på bagakslen.
- Januar: Ny, stærkere version af 1,9 TDI (kan kendes på den røde fane til højre for I'et) med 81 kW (110 hk) og 235 Nm. Har som eneste dieselmodel Plus-undervogn.
- Tekniske nyheder til modelår 1997:
  - Fra september er ABS standard i samtlige versioner (hidtil kun VR6).
  - Sideairbags i forsæderne tilgængelige som ekstraudstyr.

1997
- Udstyrsvarianterne CL og GL omdøbes i Tyskland til Trendline hhv. Comfortline.
- Yderligere specialmodeller:
  - GT Special med 100 hk-benzinmotor og bl.a. dobbelt udstødningsrør.
  - Wilder Süden i joint venture med SDR 3
  - Joker (el-betjent soltag, passagerairbag, kombiinstrument med sølvfarvede instrumentskiver, sorte tal og røde visere, grønne varmedæmpende ruder, afmørkede baglygter, hvide blinklys fortil, sidespejlshuse i bilens farve, radioanlæg "alpha" med to højttalere)
  - Family (i stedet for Europe)
  - Variant Yachting (frem til produktionens indstilling)
  - Otmar Alt Art-Edition (til 1000 eksemplarer begrænset version af GT Special med specielt dellæderudstyr inkl. sædevarme og sideairbags) med 1,6-liters benzinmotor med 74 kW (100 hk) eller 1,9-liters TDI-dieselmotor med 81 kW (110 hk).
- December:[4] Produktionen af Golf III Limousine indstilles efter en produktion på 4.085.300 eksemplarer; Variant og Cabriolet fortsætter indtil videre i produktion.

1998
- April: Facelift af Golf Cabriolet med designelementer fra Golf IV.

1999
- Februar: Afslutning af produktionen af Golf III Variant. Den Golf IV-baserede efterfølger kommer på markedet i maj.

2002
- Juni: Afslutning af produktionen af Golf III Cabriolet. En efterfølger følger først i 2011 på basis af Golf VI.

- Volkswagen Golf femdørs (1995–1997)
- Kabine (1997)
- 1,8-liters benzinmotor med 66 kW (90 hk)

## Udstyrs- og motorvarianter

### Golf TDI
Efter at Fiat i 1987 som den første fabrikant havde introduceret en turbodieselmotor med direkte indsprøjtning med en effekt på 66 kW (90 hk) i modellen Fiat Croma TD i.d., fulgte i 1989 Audi 100 med en femcylindret 2,5-litersmotor med 88 kW (120 hk). Dette koncept fik hos Volkswagen den i Tyskland beskyttede marketingbetegnelse TDI. I 1992 fik Audi 80 en 1,9-liters TDI-motor med fire cylindre, som i 1993 fulgte i Golf III under betegnelsen Golf TDI. Motoren med elektronisk styret fordelerindsprøjtningspumpe havde en effekt på 66 kW (90 hk) og et maksimalt drejningsmoment på 202 Nm. Derved havde Volkswagen i den lille mellemklasse igen en konkurrencedygtig dieselmotor, som hvirvelkammermotoren med "Softturbo" og 55 kW (75 hk) hverken kunne overgå i forhold til omdrejningsvillighed eller brændstofforbrug.
Introduktionen af TDI-motoren markerede en milepæl for Golf: For første gang fandtes der en stærkere dieselmotor, hvor den irriterende forglødning så godt som bortfaldt. Dertil kom som følge af den højere virkningsgrad et væsentligt lavere brændstofforbrug end hos konventionelle dieselmotorer, hvilket dog skete på bekostning af varmeydelsen ved lave temperaturer. Motorgangen var som følge af den direkte indsprøjtning også lidt mere rå, og det samlet set lavere omdrejningsniveau måtte udlignes med en meget langt udvekslet gearkasse. Optisk kunne TDI-modellerne kendes på det karakteristiske nedadbøjede dobbeltudstødningsenderør.
To år senere, fra modelår 1996, kom TDI's endegyldige gennembrud med en betydeligt stærkere version. Ved tilpasning af parametrene i motorstyreelektronikken i kombination med en turbolader med justerbare føringsvinger (variabel turbinegeometri) og større indsprøjtningsdyser (huldiameter 205 µm, på 66 kW (90 hk) kun 186 µm) kunne der opnås en effekt på 81 kW (110 hk). Ved en identisk køremåde var brændstofforbruget ikke større end i 66 kW (90 hk)-versionen. Den stærkere motorvariant kunne bagfra kendes på en rød bjælke til højre for I'et i TDI-skrifttrækket. For første gang kunne der tales om en sportslig dieselmotor, og desuden var det maksimale drejningsmoment ligeså stort som hos VR6-benzinmotoren. Med denne motor kunne Golf GTI for første gang også fås med dieselmotor.
Gennem TDI's elektroniske motorstyring var en simpel effektforøgelse i vidt omfang for første gang mulig ved hjælp af chiptuning uden at skulle udføre konstruktive ændringer på motoren.

### Golf GTI
I november 1991 blev Golf III og dermed også den tredje generation af Golf GTI introduceret. Modellen fandtes med en 2,0-liters firecylindret motor med otte ventiler og 85 kW (115 hk) samt fra 1993 en 16-ventilet udgave med 110 kW (150 hk).
I 1994 kom en specialmodel GTI Edition, som fra fabrikken var udstyret med farvet vinduesglas, el-ruder, kørecomputer, alarmanlæg, sportsundervogn med 205/55/15-dæk på enten Speedline- eller BBS-fælge, dobbelt airbag og Recaro-sportssæder i GTI Edition-design.
Fra 1996 til 1997 fandtes specialmodellen 20 Jahre GTI, som også kunne fås med TDI-dieselmotoren med 81 kW (110 hk).
Med den fejrede Volkswagen den 20. fødselsdag for den første Golf GTI fra 1976. Til minde om urmodellen havde jubilæumsmodellen flere interiørdele, som f.eks. sikkerhedsselerne, i rød. Derudover havde den læderrat med røde nitter, lædergearstangspose med røde nitter, gearstangsknop i golfboldform med GTI-skrifttræk, læderhåndbremsegreb med røde nitter og rød eller sølvgrå knap. Udefra adskilte 20 Jahre GTI sig fra den almindelige Golf GTI gennem røde lister på kofangerne, todelte 16" BBS-alufælge (dæk 215/40/16). I Østrig havde modellen sågar lædersæder.
- Golf GTI: 2,0 liter 8V 85 kW (115 hk) med katalysator, maks. drejningsmoment 166 Nm, motorkendebogstaver 2E / ADY / AGG / ABA (kun Mexico) / AKR
- Golf GTI 16V: 2,0 liter 16V 110 kW (150 hk) med katalysator, maks. drejningsmoment 180 Nm, motorkendebogstaver ABF
- Golf GTI TDI: 1,9 liter 8V 81 kW (110 hk) (blev bygget som specialmodel 20 Jahre GTI fra 1996 til 1997; motoren kunne dog også fås i CL, GL og GT), maks. drejningsmoment 235 Nm, motorkendebogstaver AFN

### Golf VR6
En yderligere nyhed i den lille mellemklasse var indbygningen af en sekscylindret motor på tværs i Golf III's relativt smalle motorrum. Der var dog ikke tale om en klassisk V6-motor med en cylindervinkel på 60 eller 90 grader, men derimod en VR6-motor med en cylindervinkel på kun 15 grader, en blanding mellem V- og rækkemotor. VR6-motoren var den stærkeste motor i Golf III. I modsætning til en normal V-motor havde VR6-motoren kun ét topstykke, en simpel motorblok og − ligesom på en rækkemotor − en krumtapaksel med syv lejer. Ulemperne var relativt komplicerede kædeføringer, meget små afstande mellem de enkelte cylindre samt forskellige gaskanallængder. Vægtykkelserne mellem cylindrene tillod kun i meget ringe omfang en udvidelse af slagvolumet.
Den stærkeste interne konkurrerende motor var den senere udviklede og introducerede 2,0 16V med motorkendebogstaverne "ABF" og en effekt på 110 kW (150 hk). Denne havde lignende præstationer ved et − i praksis − 1,5 liter pr. 100 km lavere brændstofforbrug. 16V-motoren havde ydelsesgrænser i softwaren, da den ved tests ofte viste mere end 115 kW (156 hk).
VR6-motoren fandtes i en 2,8-liters udgave med 128 kW (174 hk) og − fra modelår 1995 − en kun med firehjulstræk tilgængelig 2,9-liters udgave med 140 kW (190 hk). I løbet af sin byggetid blev VR6-motorerne flere gange modificeret, blandt andet med ændret kædesystem og omstilling fra fordelertænding til fordelerløs tænding.
De to topmotorer, 16V og VR6, henvendte sig til to vidt forskellige købergrupper. På grund af den lavere belastning af forakslen var 16V-motoren forbeholdt Golf GTI, som tiltalte det sportslige klientel. GTI havde samlet set sportsligere køreegenskaber, da den fortil lettere Golf ikke hældede ved sportslig kørsel, hvilket selv med efterfølgende modifikationer af undervognen ikke helt kunne undgås på VR6.
VR6 var derimod fra starten koncepteret som "komfortmotor", som skulle placere Golf i et helt andet segment. Dette lykkedes delvis på grund af præstationerne, gangkulturen og mest af alt det forhold, at Golf på daværende tidspunkt var den eneste bilmodel i den lille mellemklasse, som kunne leveres med en sekscylindret motor.
Dog havde den høje effekt den konsekvens, at konceptet blev misforstået af primært yngre førere. Uden den af konstruktionen krævede nødvendige vedligeholdelse fik VR6-motorerne i nogle tilfælde tidlige motorskader. Interessant er det også at nævne, at der efter 1980'ernes Golf II GTI 16V med VR6 opstod en anden "tuningsbølge" − motorernes effekt blev af eksklusive tunere ved hjælp af turboladere eller kompressorer i nogle tilfælde øget til 441 kW (600 hk) eller derover.

### Golf SDI
Betegnelsen SDI (Saugdiesel mit Direkteinspritzung = sugediesel med direkte indsprøjtning) stod for en dieselmotor, som med undtagelse af den manglende turbolader og ladeluftkøler i vidt omfang var identisk med TDI. Sensorik og aktorik kunne tilsvarende forenkles. Da den indsugede luftmængde næsten kun var afhængig af motorens slagvolume og omdrejningstal, kunne luftmassemåleren undværes. I dette tilfælde var en ren elektronisk styring mulig, da tilstedeværelsen af en turbolader ved forskellig belastning ikke havde nogen betydning. En korrektion ved hjælp af en luftmassemåler var dermed ikke nødvendig. Som følge af den elektroniske motorstyring opfyldt bilerne mindst Euro 2-normen. Motoren med et slagvolume på 1,9 liter havde den samme effekt på 47 kW (64 hk) som den parallelt markedsførte hvirvelkammerdiesel, dog havde SDI et lavere brændstofforbrug.
I Golf IV fra oktober 1997 blev der monteret en modificeret 1,9 SDI-motor med 50 kW (68 hk) og et drejningsmoment på 133 Nm. SDI-motorerne i Golf IV er dog baseret på samme koncept som ALH TDI-motoren og har motorkendebogstaverne AGP og AQM. Krumtapakslen og plejlstængerne på disse motorer er fremstillet af mindre legeret støbejern end på de turboladede pendanter.

### Golf Variant
Den første generation af Golf Variant (type 1HXO, senere 1H (personbil) hhv. 1HX0F (varebil)) måtte kunderne vente længe på. I lang tid måtte ledelsen af Volkswagen se Golf Variant som konkurrent til den ikke ret meget større Passat Variant, som størrelsesmæssigt lå mellem Opel Kadett Caravan og Opel Rekord (fra 1986 Omega) Caravan.
Den i midten af 1988 introducerede Passat 35i/B3 var dog vokset betydeligt, så den indvendigt var næsten lige så stor som Opel Omega Caravan. Dermed var der på markedet blevet plads til en mindre stationcarmodel.
Dette hul blev i juli 1993 lukket med introduktionen af Golf Variant, som i Storbritannien hed Golf Estate. Dermed fik de hidtil markedsførende Opel Kadett/Astra Caravan-modeller en stærk konkurrent. I kombination med den næsten samtidigt introducerede TDI-motor udløste det lange ventelister. Også i dag er denne kombination af motor og karrosseri en særdeles udbredt tjenestevogn.
I efteråret 1995 blev et let facelift udført til modelår 1996. Disse biler kunne kendes på de komplet i bilens farve lakerede kofangere og afrundede sideblinklys i forskærmene.
På grund af den senere introduktion blev modellen fortsat bygget efter introduktionen af Golf IV Limousine i oktober 1997. På dette tidspunkt blev produktionen flyttet fra Wolfsburg til det 200 km vestligere liggende Osnabrück hos firmaet Karmann, som ellers var kendt for at fremstille cabrioleter på basis af mini- og små mellemklassebiler. Her fortsatte produktionen i endnu halvandet år frem til februar 1999.
Golf Variant fandtes med de fleste Golf III-motorer fra 60 (i Østrig 55) til 190 hk, undtagen 1,6 med 75 hk (som i Golf Variant var erstattet af en neddroslet version af 1,8'eren med 75 hk), 2,0 GTI 16V med 150 hk og 2,8 VR6 med 174 hk (som i Golf Variant var erstattet af en opboret version på 2,9 liter med 190 hk). På dieselsiden fandtes i starten de gamle hvirvelkammermotorer med 64 og 75 hk, samt TDI-motoren af første generation med fordelerindsprøjtningspumpe og 90 (senere også 110) hk.
Der fandtes også flere forskellige specialmodeller: Bon Jovi, Rolling Stones, Pink Floyd, Joker, Europe, Family m.v. Frem til slutningen af modellens byggetid fandtes også specialmodellen Yachting med speciel frontspoiler og bagende. Derudover fandtes Golf Variant som Syncro med firehjulstræk i kombination med benzinmotorerne med 90, 115 og 190 hk og TDI-motoren med 90 hk, dog ikke i Danmark.
- Volkswagen Golf Variant (1993−1995)
- Bagfra
- Volkswagen Golf Variant (1995−1999)
- Bagfra

### Golf Cabriolet
I september 1993 kom Golf III Cabriolet på markedet. Den nye model var væsentligt større og sikrere end den på Golf I baserede forgænger. Modellerne på det tyske marked havde allerede i 1993 dobbelt airbag og ABS som standardudstyr. Bilen fandtes med benzinmotorer med 55 kW (75 hk), 66 kW (90 hk) og 85 kW (115 hk), fra 1994 også 74 kW (100 hk).
Golf III Cabriolet var fra 1995 den første cabriolet i den lille mellemklasse, som fandtes med dieselmotor. Til indsats kom her TDI-motoren med 66 kW (90 hk) og fordelerindsprøjtningspumpe, og fra 1996 også udgaven med 81 kW (110 hk) og VTG-turbolader. Frem til 1998 forlod 139.578 biler samlebåndet. Også Golf Cabriolet fandtes i talrige specialudgaver, herunder Genesis, Rolling Stones, Pink Floyd, Joker, Bon Jovi, Christmas Edition samt Classic Edition.
I april 1998, kort tid efter introduktionen af Golf IV, fik Golf III Cabriolet et kraftigt facelift. Motorprogrammet forblev dog uændret, men interiøret fik bedre materialer. Instrumentbelysningen blev blå ligesom i Golf IV, og foran blev forlygterne, motorhjelmen, kofangerne og kølergrillen fra Golf IV monteret hhv. optisk tilpasset Golf IV. Også nummerpladeholderen blev flyttet ned i den bageste kofanger ligesom på Golf IV.
Den faceliftede model blev også solgt officielt som Golf IV Cabriolet, men var dog teknisk set fortsat en Golf III. Al teknikken var med undtagelse af enkelte nyheder identisk, så modellen i princippet blot var et facelift. Fra 2000 faldt salget af Golf Cabriolet, da folk nu foretrak coupé-cabriolet'er med fast klaptag som f.eks. Peugeot 206 CC. Dette førte til at Golf Cabriolet udgik af produktion i juni 2002 (Karmann afsluttede produktionen allerede i december 2001). De sidste biler kom fra Mexico til Europa.
Der blev i alt bygget 164.234 eksemplarer af Golf III Cabriolet.

## Tekniske data

### Benzinmotorer

#### 1,4 til 1,6 liter
|                                                | 1.4                                    | 1.4                                    | 1.4                                    | 1.4                                    | 1.6                 | 1.6                 | 1.6                 | 1.6                 | 1.6                             |
| Byggeperiode                                   | 9/1991−7/1995                          | 9/1991−7/1995                          | 8/1995−12/1997                         | 8/1995−12/1997                         | 8/1992−9/1994       | 9/1994−7/1995       | 8/1995−12/1997      | 8/1994−10/1995      | 11/1995−12/1997                 |
| Motordata                                      |                                        |                                        |                                        |                                        |                     |                     |                     |                     |                                 |
| Motorkendebogstaver                            |                                        | ABD                                    | ANX                                    | AEX, APQ                               | ABU                 | AEA                 | AEE                 | AEK                 | AFT                             |
| Motortype                                      | R4-benzinmotor                         | R4-benzinmotor                         | R4-benzinmotor                         | R4-benzinmotor                         | R4-benzinmotor      | R4-benzinmotor      | R4-benzinmotor      | R4-benzinmotor      | R4-benzinmotor                  |
| Antal ventiler pr. cylinder                    | 2                                      | 2                                      | 2                                      | 2                                      | 2                   | 2                   | 2                   | 2                   | 2                               |
| Ventilstyring                                  | OHC, tandrem                           | OHC, tandrem                           | OHC, tandrem                           | OHC, tandrem                           | OHC, tandrem        | OHC, tandrem        | OHC, tandrem        | OHC, tandrem        | OHC, tandrem                    |
| Fødesystem                                     | Mono-Motronic                          | Mono-Motronic                          | Motronic MP 9.0                        | Motronic MP 9.0                        | Mono-Motronic       | Mono-Motronic 1.3   | MPI Marelli 1AV     | Motronic M2,9       | Simos 4S2                       |
| Trykladning                                    | –                                      | –                                      | –                                      | –                                      | –                   | –                   | –                   | –                   | –                               |
| Køling                                         | Vandkøling                             | Vandkøling                             | Vandkøling                             | Vandkøling                             | Vandkøling          | Vandkøling          | Vandkøling          | Vandkøling          | Vandkøling                      |
| Boring × slaglængde                            | 75,0 × 78,7 mm                         | 75,0 × 78,7 mm                         | 76,5 × 75,6 mm                         | 76,5 × 75,6 mm                         | 76,5 × 86,9 mm      | 76,5 × 86,9 mm      | 76,5 × 86,9 mm      | 81,0 × 77,4 mm      | 81,0 × 77,4 mm                  |
| Slagvolume                                     | 1391 cm³                               | 1391 cm³                               | 1390 cm³                               | 1390 cm³                               | 1598 cm³            | 1598 cm³            | 1598 cm³            | 1595 cm³            | 1595 cm³                        |
| Kompressionsforhold                            | 9,2:1                                  | 9,2:1                                  | 10,2:1                                 | 10,2:1                                 | 9,3:1               | 9,8:1               | 9,8:1               | 10,3:1              | 10,3:1                          |
| Maks. effekt ved omdr./min.                    | 40 kW (55 hk) 5200                     | 44 kW (60 hk) 5200                     | 40 kW (55 hk) 4700                     | 44 kW (60 hk) 4700                     | 55 kW (75 hk) 5200  | 55 kW (75 hk) 5200  | 55 kW (75 hk) 4800  | 74 kW (100 hk) 5800 | 74 kW (100 hk) 5800             |
| Maks. drejningsmoment ved omdr./min.           | 103 Nm 2400−2800                       | 107 Nm 2400−2800                       | 116 Nm 3000                            | 116 Nm 2800−3200                       | 126 Nm 2600         | 128 Nm 2400−2800    | 135 Nm 2800−3600    | 135 Nm 4400         | 140 Nm 3500                     |
| Kraftoverførsel                                |                                        |                                        |                                        |                                        |                     |                     |                     |                     |                                 |
| Drivende hjul                                  | Forhjul                                | Forhjul                                | Forhjul                                | Forhjul                                | Forhjul             | Forhjul             | Forhjul             | Forhjul             | Forhjul                         |
| Gearkasse (standardudstyr)                     | 5-trins manuel                         | 5-trins manuel                         | 5-trins manuel                         | 5-trins manuel                         | 5-trins manuel      | 5-trins manuel      | 5-trins manuel      | 5-trins manuel      | 5-trins manuel                  |
| Gearkasse (ekstraudstyr)                       | –                                      | –                                      | –                                      | –                                      | –                   | –                   | –                   | –                   | 4-trins automatisk              |
| Præstationer (Limousine)                       |                                        |                                        |                                        |                                        |                     |                     |                     |                     |                                 |
| Topfart                                        | 150 km/t                               | 153 km/t                               | 157 km/t                               | 157 km/t                               | 168 km/t            | 168 km/t            | 168 km/t            | 188 km/t            | 188 km/t (185 km/t)             |
| Acceleration 0-100 km/t                        | 18,3 sek.                              | 17,5 sek.                              | 16,7 sek.                              | 15,9 sek.                              | 14,0 sek.           | 13,8 sek.           | 13,4 sek.           | 11,2 sek.           | 11,2 sek.                       |
| Brændstofforbrug pr. 100 km ved blandet kørsel | 7,0 liter 4-gears: 7,4 liter Blyfri 91 | 7,0 liter 4-gears: 7,4 liter Blyfri 91 | 6,8 liter 4-gears: 6,7 liter Blyfri 95 | 6,8 liter 4-gears: 6,7 liter Blyfri 95 | 7,3 liter Blyfri 91 | 7,0 liter Blyfri 91 | 7,2 liter Blyfri 95 | 8,2 liter Blyfri 95 | 7,9 liter (9,1 liter) Blyfri 95 |
| CO2-udslip ved blandet kørsel                  |                                        |                                        | 163 g/km 4-gears: 161 g/km             | 163 g/km 4-gears: 161 g/km             |                     |                     | 173 g/km            | 190 g/km            | 190 g/km (218 g/km)             |
| Præstationer (Variant)                         |                                        |                                        |                                        |                                        |                     |                     |                     |                     |                                 |
| Topfart                                        | 148 km/t                               | 154 km/t                               | 150 km/t                               | 154 km/t                               | –                   | –                   | –                   | 185 km/t            | 185 km/t (182 km/t)             |
| Acceleration 0-100 km/t                        |                                        | 17,7 sek.                              | 18,5 sek.                              | 16,9 sek.                              | –                   | –                   | –                   | 11,9 sek.           | 11,9 sek. (13,8 sek.)           |
| Brændstofforbrug pr. 100 km ved blandet kørsel | 6,9 liter Blyfri 91                    | 6,9 liter Blyfri 91                    | 6,9 liter Blyfri 95                    | 6,9 liter Blyfri 95                    | –                   | –                   | –                   | 7,7 liter Blyfri 95 | 8,2 liter (9,4 liter) Blyfri 95 |
| CO2-udslip ved blandet kørsel                  |                                        |                                        | 166 g/km                               | 166 g/km                               | –                   | –                   | –                   |                     | 197 g/km (226 g/km)             |

1. 1 2  Som Variant til 2/1999
2. 1 2  Til 7/1992: 75,0 × 79,14 mm / 1398 cm³
3. ↑  Enkelte 1,4 blev leveret med 4-trins manuel gearkasse
4. 1 2  Værdier i ( ) gælder for versioner med automatgear

#### 1,8 til 2,9 liter
|                                                | 1.8                             | 1.8                                         | 1.8                                         | 2.0                   | 2.0                             | 2.0                                         | 2.0                  | 2.8 VR6                           | 2.9 VR6                |
| Byggeperiode                                   | 9/1991−12/1997                  | 9/1991−9/1994                               | 10/1994−12/1997                             | 9/1991−9/1994         | 10/1994−7/1995                  | 8/1995−12/1997                              | 8/1992−12/1997       | 9/1991−12/1997                    | 8/1994−12/1997         |
| Motordata                                      |                                 |                                             |                                             |                       |                                 |                                             |                      |                                   |                        |
| Motorkendebogstaver                            | AAM, ANN                        | ABS                                         | ADZ, ANP                                    | 2E                    | ADY                             | AGG                                         | ABF                  | AAA                               | ABV                    |
| Motortype                                      | R4-benzinmotor                  | R4-benzinmotor                              | R4-benzinmotor                              | R4-benzinmotor        | R4-benzinmotor                  | R4-benzinmotor                              | R4-benzinmotor       | VR6-benzinmotor                   | VR6-benzinmotor        |
| Antal ventiler pr. cylinder                    | 2                               | 2                                           | 2                                           | 2                     | 2                               | 2                                           | 4                    | 2                                 | 2                      |
| Ventilstyring                                  | OHC, tandrem                    | OHC, tandrem                                | OHC, tandrem                                | OHC, tandrem          | OHC, tandrem                    | OHC, tandrem                                | DOHC, tandrem        | 2 × OHC, kæde                     | 2 × OHC, kæde          |
| Fødesystem                                     | Mono-Motronic                   | Mono-Motronic                               | Mono-Motronic                               | Digifant              | Simos                           | Simos                                       | Digifant             | Motronic M2,9                     | Motronic M2,9          |
| Trykladning                                    | –                               | –                                           | –                                           | –                     | –                               | –                                           | –                    | –                                 | –                      |
| Køling                                         | Vandkøling                      | Vandkøling                                  | Vandkøling                                  | Vandkøling            | Vandkøling                      | Vandkøling                                  | Vandkøling           | Vandkøling                        | Vandkøling             |
| Boring × slaglængde                            | 81,0 × 86,4 mm                  | 81,0 × 86,4 mm                              | 81,0 × 86,4 mm                              | 82,5 × 92,8 mm        | 82,5 × 92,8 mm                  | 82,5 × 92,8 mm                              | 82,5 × 92,8 mm       | 81,0 × 90,3 mm                    | 82,0 × 90,3 mm         |
| Slagvolume                                     | 1781 cm³                        | 1781 cm³                                    | 1781 cm³                                    | 1984 cm³              | 1984 cm³                        | 1984 cm³                                    | 1984 cm³             | 2792 cm³                          | 2861 cm³               |
| Kompressionsforhold                            | 9,0:1                           | 10,0:1                                      | 10,0:1                                      | 10,4:1                | 10,0:1                          | 9,6:1                                       | 10,5:1               | 10,0:1                            | 10,0:1                 |
| Maks. effekt ved omdr./min.                    | 55 kW (75 hk) 5000              | 66 kW (90 hk) 5500                          | 66 kW (90 hk) 5500                          | 85 kW (115 hk) 5400   | 85 kW (115 hk) 5400             | 85 kW (115 hk) 5400                         | 110 kW (150 hk) 6000 | 128 kW (174 hk) 5800              | 140 kW (190 hk) 5800   |
| Maks. drejningsmoment ved omdr./min.           | 140 Nm 2500                     | 145 Nm 2500                                 | 145 Nm 2500                                 | 166 Nm 3200           | 166 Nm 3200                     | 166 Nm 2600                                 | 180 Nm 4800          | 235 Nm 4200                       | 245 Nm 4200            |
| Kraftoverførsel                                |                                 |                                             |                                             |                       |                                 |                                             |                      |                                   |                        |
| Drivende hjul (standardudstyr)                 | Forhjul                         | Forhjul                                     | Forhjul                                     | Forhjul               | Forhjul                         | Forhjul                                     | Forhjul              | Forhjul                           | Alle                   |
| Drivende hjul (ekstraudstyr)                   | –                               | Alle                                        | Alle                                        | –                     | –                               | Alle                                        | –                    | –                                 | –                      |
| Gearkasse (standardudstyr)                     | 5-trins manuel                  | 5-trins manuel                              | 5-trins manuel                              | 5-trins manuel        | 5-trins manuel                  | 5-trins manuel                              | 5-trins manuel       | 5-trins manuel                    | 5-trins manuel         |
| Gearkasse (ekstraudstyr)                       | 4-trins automatisk              | 4-trins automatisk                          | 4-trins automatisk                          | 4-trins automatisk    | 4-trins automatisk              | 4-trins automatisk                          | –                    | 4-trins automatisk                | –                      |
| Præstationer (Limousine)                       |                                 |                                             |                                             |                       |                                 |                                             |                      |                                   |                        |
| Topfart                                        | 168 km/t (164 km/t)             | 178 km/t (175 km/t) [175 km/t]              | 178 km/t (175 km/t) [175 km/t]              | 198 km/t (194 km/t)   | 196 km/t (193 km/t)             | 196 km/t (193 km/t) [193 km/t]              | 215 km/t             | 224 km/t (220 km/t)               | [224 km/t]             |
| Acceleration 0-100 km/t                        | 14,2 sek. (17,6 sek.)           | 12,1 sek. (14,7 sek.) [13,3 sek.]           | 12,1 sek. (14,7 sek.) [13,3 sek.]           | 10,1 sek. (11,6 sek.) | 10,9 sek. (11,9 sek.)           | 10,4 sek. (11,9 sek.) [11,0 sek.]           | 8,7 sek.             | 7,8 sek. (9,0 sek.)               | [7,5 sek.]             |
| Brændstofforbrug pr. 100 km ved blandet kørsel | 7,6 liter (9,5 liter) Blyfri 91 | 8,0 liter (9,2 liter) [8,9 liter] Blyfri 95 | 8,0 liter (9,2 liter) [8,9 liter] Blyfri 95 | 7,3 liter Blyfri 95   | 7,6 liter (8,2 liter) Blyfri 95 | 8,1 liter (9,2 liter) [9,2 liter] Blyfri 95 | 8,5 liter Blyfri 95  | 10,5 liter (11,6 liter) Blyfri 95 | [11,1 liter] Blyfri 95 |
| CO2-udslip ved blandet kørsel                  | 182 g/km (228 g/km)             | 192 g/km (221 g/km) [214 g/km]              | 192 g/km (221 g/km) [214 g/km]              |                       |                                 | 194 g/km (221 g/km) [221 g/km]              | 204 g/km             | 252 g/km (278 g/km)               | [266 g/km]             |
| Præstationer (Variant)                         |                                 |                                             |                                             |                       |                                 |                                             |                      |                                   |                        |
| Topfart                                        | 165 km/t (162 km/t)             | 175 km/t (172 km/t) [172 km/t]              | 175 km/t (172 km/t) [172 km/t]              | 195 km/t (191 km/t)   | 195 km/t (191 km/t)             | 193 km/t (190 km/t) [190 km/t]              | –                    | –                                 | [222 km/t]             |
| Acceleration 0-100 km/t                        | 14,9 sek. (18,4 sek.)           | 12,8 sek. (15,4 sek.) [14,0 sek.]           | 12,8 sek. (15,4 sek.) [14,0 sek.]           | 11,3 sek. (12,3 sek.) | 11,3 sek. (12,3 sek.)           | 10,8 sek. (12,3 sek.) [11,6 sek.]           | –                    | –                                 | [8,1 sek.]             |
| Brændstofforbrug pr. 100 km ved blandet kørsel | 7,9 liter (9,8 liter) Blyfri 91 | 8,1 liter (9,5 liter) [9,2 liter] Blyfri 95 | 8,1 liter (9,5 liter) [9,2 liter] Blyfri 95 |                       |                                 | 8,1 liter (9,5 liter) [9,3 liter] Blyfri 95 | –                    | –                                 | [11,3 liter] Blyfri 95 |
| CO2-udslip ved blandet kørsel                  | 190 g/km (235 g/km)             | 194 g/km (228 g/km) [221 g/km]              | 194 g/km (228 g/km) [221 g/km]              |                       |                                 | 194 g/km (228 g/km) [223 g/km]              | –                    | –                                 | [271 g/km]             |

1. 1 2 3  Som Variant til 2/1999
2. ↑  Ved brug af 98 oktan blyfri benzin: 240 Nm
3. 1 2  Værdier i ( ) gælder for versioner med automatgear, og i [ ] for versioner med firehjulstræk

Samtlige benzinmotorer er af fabrikanten godkendt til brug med E10-brændstof.

### Dieselmotorer
|                                                | 1.9 D              | 1.9 SDI            | 1.9 TD             | 1.9 TDI                                  | 1.9 TDI                                  | 1.9 TDI                           | 1.9 TDI                      |
| Byggeperiode                                   | 9/1991−12/1997     | 8/1995−12/1997     | 9/1991−12/1997     | 11/1993−6/1996                           | 7/1996−12/1997                           | 6/1997−12/1997                    | 1/1996−12/1997               |
| Motordata                                      |                    |                    |                    |                                          |                                          |                                   |                              |
| Motorkendebogstaver                            | 1Y                 | AEY                | AAZ                | 1Z                                       | AHU                                      | ALE                               | AFN                          |
| Motortype                                      | R4-dieselmotor     | R4-dieselmotor     | R4-dieselmotor     | R4-dieselmotor                           | R4-dieselmotor                           | R4-dieselmotor                    | R4-dieselmotor               |
| Antal ventiler pr. cylinder                    | 2                  | 2                  | 2                  | 2                                        | 2                                        | 2                                 | 2                            |
| Ventilstyring                                  | OHC, tandrem       | OHC, tandrem       | OHC, tandrem       | OHC, tandrem                             | OHC, tandrem                             | OHC, tandrem                      | OHC, tandrem                 |
| Fødesystem                                     | Hvirvelkammer      | Direkte            | Hvirvelkammer      | Direkte                                  | Direkte                                  | Direkte                           | Direkte                      |
| Trykladning                                    | –                  | –                  | Turbolader         | Turbolader, ladeluftkøler                | Turbolader, ladeluftkøler                | Turbolader, ladeluftkøler         | Turbolader, ladeluftkøler    |
| Køling                                         | Vandkøling         | Vandkøling         | Vandkøling         | Vandkøling                               | Vandkøling                               | Vandkøling                        | Vandkøling                   |
| Boring × slaglængde                            | 79,5 × 95,5 mm     | 79,5 × 95,5 mm     | 79,5 × 95,5 mm     | 79,5 × 95,5 mm                           | 79,5 × 95,5 mm                           | 79,5 × 95,5 mm                    | 79,5 × 95,5 mm               |
| Slagvolume                                     | 1896 cm³           | 1896 cm³           | 1896 cm³           | 1896 cm³                                 | 1896 cm³                                 | 1896 cm³                          | 1896 cm³                     |
| Kompressionsforhold                            | 22,5:1             | 19,5:1             | 22,5:1             | 19,5:1                                   | 19,5:1                                   | 19,5:1                            | 19,5:1                       |
| Maks. effekt ved omdr./min.                    | 47 kW (64 hk) 4400 | 47 kW (64 hk) 4200 | 55 kW (75 hk) 4200 | 66 kW (90 hk) 4000                       | 66 kW (90 hk) 4000                       | 66 kW (90 hk) 3750                | 81 kW (110 hk) 4150          |
| Maks. drejningsmoment ved omdr./min.           | 124 Nm 2000−3000   | 125 Nm 2200−2800   | 150 Nm 2400−3400   | 202 Nm 1900                              | 202 Nm 1900                              | 210 Nm 1900                       | 235 Nm 1900                  |
| Kraftoverførsel                                |                    |                    |                    |                                          |                                          |                                   |                              |
| Drivende hjul (standardudstyr)                 | Forhjul            | Forhjul            | Forhjul            | Forhjul                                  | Forhjul                                  | Forhjul                           | Forhjul                      |
| Drivende hjul (ekstraudstyr)                   | –                  | –                  | –                  | Alle                                     | Alle                                     | Alle                              | –                            |
| Gearkasse (standardudstyr)                     | 5-trins manuel     | 5-trins manuel     | 5-trins manuel     | 5-trins manuel                           | 5-trins manuel                           | 5-trins manuel                    | 5-trins manuel               |
| Gearkasse (ekstraudstyr)                       | –                  | –                  | –                  | 4-trins automatisk                       | 4-trins automatisk                       | 4-trins automatisk                | 4-trins automatisk           |
| Præstationer (Limousine)                       |                    |                    |                    |                                          |                                          |                                   |                              |
| Topfart                                        | 156 km/t           | 156 km/t           | 165 km/t           | 178 km/t (175 km/t) [172 km/t]           | 178 km/t (175 km/t) [172 km/t]           | 178 km/t (175 km/t) [172 km/t]    | 193 km/t (190 km/t)          |
| Acceleration 0-100 km/t                        | 17,6 sek.          | 17,6 sek.          | 15,1 sek.          | 12,8 sek. (14,8 sek.) [13,9 sek.]        | 12,8 sek. (14,8 sek.) [13,9 sek.]        | 12,8 sek. (14,8 sek.) [13,9 sek.] | 10,8 sek. (12,4 sek.)        |
| Brændstofforbrug pr. 100 km ved blandet kørsel | 5,9 liter Diesel   | 5,1 liter Diesel   | 6,1 liter Diesel   | 5,0 liter (6,8 liter) [5,6 liter] Diesel | 5,0 liter (6,8 liter) [5,6 liter] Diesel |                                   | 5,0 liter (6,4 liter) Diesel |
| CO2-udslip ved blandet kørsel                  | 159 g/km           | 138 g/km           | 165 g/km           | 135 g/km (184 g/km) [151 g/km]           | 135 g/km (184 g/km) [151 g/km]           |                                   | 135 g/km (173 g/km)          |
| Præstationer (Variant)                         |                    |                    |                    |                                          |                                          |                                   |                              |
| Topfart                                        | 154 km/t           | 154 km/t           | 163 km/t           | 175 km/t (172 km/t) [172 km/t]           | 175 km/t (172 km/t) [172 km/t]           | 175 km/t (172 km/t) [172 km/t]    | 190 km/t (187 km/t)          |
| Acceleration 0-100 km/t                        | 18,6 sek.          | 18,6 sek.          | 15,9 sek.          | 13,4 sek. (15,5 sek.) [14,6 sek.]        | 13,4 sek. (15,5 sek.) [14,6 sek.]        | 13,4 sek. (15,5 sek.) [14,6 sek.] | 11,4 sek. (13,1 sek.)        |
| Brændstofforbrug pr. 100 km ved blandet kørsel | 6,1 liter Diesel   | 5,2 liter Diesel   | 6,2 liter Diesel   | 5,1 liter (7,0 liter) [5,8 liter] Diesel | 5,1 liter (7,0 liter) [5,8 liter] Diesel |                                   | 5,1 liter (6,6 liter) Diesel |
| CO2-udslip ved blandet kørsel                  | 165 g/km           | 140 g/km           | 167 g/km           | 138 g/km (189 g/km) [157 g/km]           | 138 g/km (189 g/km) [157 g/km]           |                                   | 138 g/km (178 g/km)          |

1. 1 2 3 4 5 6  Som Variant til 2/1999
2. 1 2  Værdier i ( ) gælder for versioner med automatgear, og i [ ] for versioner med firehjulstræk

## Produktionssteder
Golf III blev produceret i Wolfsburg, Zwickau, Bratislava, Bruxelles, Sarajevo/Jugoslavien, Uitenhage/Sydafrika og Puebla/Mexico; som Cabriolet og Variant hos Karmann i Osnabrück og som Cabriolet i Puebla/Mexico.

## Sikkerhed
Det svenske forsikringsselskab Folksam vurderer flere forskellige bilmodeller ud fra oplysninger fra virkelige ulykker, hvorved risikoen for død eller invaliditet i tilfælde af en ulykke måles. I rapporterne Hur säker är bilen? er/var Golf III og Vento klassificeret som følger:
- 1999: Mindst 20 % bedre end middelbilen[7]
- 2001: Mindst 20 % bedre end middelbilen[8]
- 2003: Mindst 15 % bedre end middelbilen[9]
- 2005: Som middelbilen[10]
- 2007: Som middelbilen[11]
- 2009: Som middelbilen[12]
- 2011: Mindst 20 % bedre end middelbilen[13]
- 2013: Mindst 20 % bedre end middelbilen[14]
- 2015: Mindst 20 % bedre end middelbilen[15]
- 2017: Som middelbilen[16]

## Specialmodeller: Logoer
- Volkswagen Golf III Europe (1993)
- Volkswagen Golf III Pink Floyd (1994)
- Volkswagen Golf III Savoy (1994)
- Volkswagen Golf III GTI Edition (1994)
- Volkswagen Golf III New Orleans (1994)
- Volkswagen Golf III Avenue (1995)
- Volkswagen Golf III VR6 Edition (1995)
- Volkswagen Golf III Movie (1995)
- Volkswagen Golf III Rolling Stones (1995)
- Volkswagen Golf III Bon Jovi (1996)
- Volkswagen Golf III GTI 20 Jahre GTI (1996)
- Golf III Rabbit COOL (1996)
- Volkswagen Golf III Joker (1997)
- Volkswagen Golf III Family (1997)